# Арбелоа, Альваро
А́льваро Арбело́а Ко́ка (исп. Álvaro Arbeloa Coca; 17 января 1983, Саламанка) — испанский профессиональный футболист, игравший преимущественно на позиции крайнего защитника, после завершения карьеры игрока стал футбольным тренером. В настоящее время возглавляет старшую юношескую команду «Реал Мадрид» до 19 лет (исп. Real Madrid C. F. Juvenil "A").

## Клубная карьера

### «Реал Мадрид»
Альваро был подписан мадридским «Реалом» в совсем юном возрасте и начал выступать за юношескую команду клуба, которую в то время тренировал Рафаэль Бенитес. С течением времени он стал постоянным игроком резервной команды и дважды сыграл за основной состав, однако так и не смог там закрепиться.

### «Депортиво Ла-Корунья»
24 июля 2006 года Арбелоа перешёл в «Депортиво Ла-Корунья», мотивировав этот трансфер желанием получать регулярную игровую практику.

### «Ливерпуль»
Вскоре он привлёк внимание «Ливерпуля» и 31 января 2007 года перешёл в этот английский клуб. Сумма сделки составила  2,5 млн £, причём 50 % из них получил мадридский «Реал». Его дебют в «Ливерпуле» состоялся 10 февраля в матче против «Ньюкасл Юнайтед», который завершился поражением его команды. Альваро в этой встрече вышел на замену Джермейну Пеннанту. Однако полноценным его дебютом стоит считать матч против «Барселоны» на «Камп Ноу», состоявшемся 21 февраля в рамках 1/8 финала розыгрыша Лиги чемпионов. Арбелоа вышел на эту игру в стартовом составе на позицию левого защитника. Его прямой задачей было закрыть у хозяев Лионеля Месси. Несмотря на то, что действующие обладатели трофея первыми открыли счёт (вина в пропущенном мяче лежит и на Арбелоа), «Ливерпуль» в итоге забил два гола и победил.
7 апреля 2007 года Арбелоа забил свой первый гол за «Ливерпуль» (в ворота «Рединга»), став тем самым первым за четырнадцать с половиной лет игроком «Ливерпуля», носящим футболку со вторым номером, который отличился в официальном матче, и первым за такой же срок вторым номером, который забил гол в Премьер-лиге. 16 декабря 1992 года Майк Марш в переигровке четвёртого раунда Кубка Футбольной лиги забил гол в ворота «Кристал Пэласа», а за две недели до этого (28 ноября 1992) он же забил гол тому же клубу в рамках Премьер-лиги.
Перед сезоном 2007/08 Альваро сменил номер «2» на номер «17», который освободился после ухода из команды Крэйга Беллами.

### Возвращение в «Реал»
В сезоне 2009/10 вернулся в «Реал».
27 ноября 2013 года забил гол в матче против «Галатасарая» в 5 туре группового этапа Лиги чемпионов.
8 мая 2016 года провёл свой последний матч за «Реал» на «Сантьяго Бернабеу» в игре против «Валенсии» в 37 туре чемпионата Испании.

### «Вест Хэм Юнайтед»
31 августа 2016 года Арбелоа вернулся в английскую Премьер-лигу впервые за семь лет, подписав контракт с «Вест Хэмом» на один сезон.

### Завершение карьеры
24 июня 2017 года Арбелоа в 34 года объявил о завершении игровой карьеры.
«Время попрощаться. Физически я был готов продолжать играть. Мадрид — клуб моей жизни, я никогда не буду звонить им и просить работу, но всегда готов выслушать предложения», — сказал Альваро
«Многие просили меня продолжать карьеру, говоря, что я по-прежнему нахожусь в хорошей форме, но дело не в этом. Для меня футбол — это сражения изо дня в день, нужно биться в каждом матче и на каждой тренировке. 
Возможность продолжить карьеру в Китае или США меня не интересует. Пришло время закончить, потому что я не хочу „доигрывать“. Я всегда думал, что буду продолжать играть до тех пор, пока меня держат ноги, но в конце концов всё упёрлось в психологию и мотивацию. Прошлый сезон получился не таким, как я хотел, поэтому нужно быть честным с самим собой»

## Карьера в сборной
27 марта 2008 года состоялся дебют Альваро в национальной сборной Испании. На 73-й минуте товарищеского матча против итальянцев Арбелоа вышел на замену Серхио Рамосу. Игра завершилась победой испанцев со счётом 1:0. Всего за сборную Испании Арбелоа провёл 56 игр и стал в её составе победителем Евро-2008, ЧМ-2010 и Евро-2012. В мае 2014 года объявил о завершении выступлений за команду своей страны после того, как не попал в расширенный список футболистов для участия в ЧМ-2014.

## Личная жизнь
Женат на Карлоте Руис, дети: дочь Альба (26.04.2010) и сын Рауль (16.05.2013).

## Достижения

### В качестве игрока
Сборная Испании
- Чемпион Европы (2): 2008, 2012
- Чемпион мира: 2010

«Реал Мадрид»
- Чемпион Испании: 2011/12
- Обладатель Кубка Испании (2): 2010/11, 2013/14
- Обладатель Суперкубка Испании: 2012
- Победитель Лиги чемпионов УЕФА (2): 2013/14, 2015/16
- Обладатель Суперкубка УЕФА: 2014
- Победитель Клубного чемпионата мира: 2014

### В качестве тренера
- Победитель Юношеского Кубка Испании 2023